# Verrucachernes spinosus
Espèce
Verrucachernes spinosus est une espèce de pseudoscorpions de la famille des Chernetidae.

## Distribution
Cette espèce est endémique de Côte d'Ivoire. Elle se rencontre vers Abidjan.

## Publication originale
- Beier, 1979 : Neue afrikanische Pseudoskorpione aus dem Musee Royal de l'Afrique Centrale in Tervuren. Revue de Zoologie Africaine, vol. 93, no 1, p. 101-113.